# ريتشارد د. ألين
ريتشارد د. ألين (بالإنجليزية: Richard D. Allen)‏ هو صحفي ومُحرِّر وسياسي أمريكي، ولد في 7 مارس 1939 في كارو في الولايات المتحدة، وتوفي في 20 يونيو 2009 في ساغيناو في الولايات المتحدة. حزبياً، نشط في الحزب الجمهوري. وقد انتخب عضو مجلس نواب ميشيغان ‏.